# Grand Prix automobile de Hongrie 1991
GP précédent GP suivant
Le Grand Prix automobile de Hongrie 1991 (Magyar Nagydij), disputé sur le Hungaroring situé dans le village de Mogyoród près de Budapest en Hongrie le 11 août 1991, est la sixième édition du Grand Prix, la 510e épreuve du championnat du monde de Formule 1 courue depuis 1950 et la dixième manche du championnat 1991.

## Classement
| Pos. | No | Pilote             | Écurie               | Tours | Temps/Abandon                      | Grille | Points |
| ---- | -- | ------------------ | -------------------- | ----- | ---------------------------------- | ------ | ------ |
| 1    | 1  | Ayrton Senna       | McLaren-Honda        | 77    | 1 h 49 min 12 s 796 (167,857 km/h) | 1      | 10     |
| 2    | 5  | Nigel Mansell      | Williams-Renault     | 77    | + 4 s 599                          | 3      | 6      |
| 3    | 6  | Riccardo Patrese   | Williams-Renault     | 77    | + 15 s 594                         | 2      | 4      |
| 4    | 2  | Gerhard Berger     | McLaren-Honda        | 77    | + 21 s 856                         | 5      | 3      |
| 5    | 28 | Jean Alesi         | Ferrari              | 77    | + 31 s 389                         | 6      | 2      |
| 6    | 16 | Ivan Capelli       | Leyton House-Ilmor   | 76    | + 1 tour                           | 9      | 1      |
| 7    | 33 | Andrea De Cesaris  | Jordan-Ford          | 76    | + 1 tour                           | 17     |        |
| 8    | 19 | Roberto Moreno     | Benetton-Ford        | 76    | + 1 tour                           | 15     |        |
| 9    | 32 | Bertrand Gachot    | Jordan-Ford          | 76    | + 1 tour                           | 16     |        |
| 10   | 26 | Érik Comas         | Ligier-Lamborghini   | 75    | + 2 tours                          | 25     |        |
| 11   | 15 | Mauricio Gugelmin  | Leyton House-Ilmor   | 75    | + 2 tours                          | 13     |        |
| 12   | 4  | Stefano Modena     | Tyrrell-Honda        | 75    | + 2 tours                          | 8      |        |
| 13   | 24 | Gianni Morbidelli  | Minardi-Ferrari      | 75    | + 2 tours                          | 23     |        |
| 14   | 11 | Mika Häkkinen      | Lotus-Judd           | 74    | + 3 tours                          | 26     |        |
| 15   | 3  | Satoru Nakajima    | Tyrrell-Honda        | 74    | + 3 tours                          | 14     |        |
| 16   | 34 | Nicola Larini      | Modena-Lamborghini   | 74    | + 3 tours                          | 24     |        |
| 17   | 25 | Thierry Boutsen    | Ligier-Lamborghini   | 71    | Moteur                             | 19     |        |
| Abd. | 23 | Pierluigi Martini  | Minardi-Ferrari      | 65    | Moteur                             | 18     |        |
| Abd. | 8  | Mark Blundell      | Brabham-Yamaha       | 62    | Sortie de piste                    | 20     |        |
| Abd. | 7  | Martin Brundle     | Brabham-Yamaha       | 59    | Problème physique                  | 10     |        |
| Abd. | 22 | Jyrki Järvilehto   | Scuderia Italia-Judd | 49    | Pression d'huile                   | 12     |        |
| Abd. | 20 | Nelson Piquet      | Benetton-Ford        | 38    | Boîte de vitesses                  | 11     |        |
| Abd. | 29 | Éric Bernard       | Larrousse-Ford       | 38    | Moteur                             | 21     |        |
| Abd. | 30 | Aguri Suzuki       | Larrousse-Ford       | 38    | Moteur                             | 22     |        |
| Abd. | 21 | Emanuele Pirro     | Scuderia Italia-Judd | 37    | Pression d'huile                   | 7      |        |
| Abd. | 27 | Alain Prost        | Ferrari              | 28    | Moteur                             | 4      |        |
| Nq.  | 14 | Olivier Grouillard | Fondmetal-Ford       |       | Non qualifié                       |        |        |
| Nq.  | 9  | Michele Alboreto   | Footwork-Porsche     |       | Non qualifié                       |        |        |
| Nq.  | 35 | Eric van de Poele  | Modena-Lamborghini   |       | Non qualifié                       |        |        |
| Nq.  | 12 | Michael Bartels    | Lotus-Judd           |       | Non qualifié                       |        |        |
| Npq. | 17 | Gabriele Tarquini  | AGS-Ford             |       | Non préqualifié                    |        |        |
| Npq. | 10 | Alex Caffi         | Footwork-Porsche     |       | Non préqualifié                    |        |        |
| Npq. | 18 | Fabrizio Barbazza  | AGS-Ford             |       | Non préqualifié                    |        |        |
| Npq. | 31 | Pedro Chaves       | Coloni-Ford          |       | Non préqualifié                    |        |        |

## Pole position de record du tour
- Pole position : Ayrton Senna en 1 min 16 s 147 (vitesse moyenne : 187,595 km/h).
- Meilleur tour en course : Bertrand Gachot en 1 min 21 s 547 au 71e tour (vitesse moyenne : 175,173 km/h).

## Tours en tête
- Ayrton Senna : 77 (1-77)

## Statistiques
- 31e victoire pour Ayrton Senna.
- 91e victoire pour McLaren en tant que constructeur.
- 63e victoire pour Honda en tant que motoriste.